# بيغي مكينتوش
بيغي مكينتوش (بالإنجليزية: Peggy McIntosh)‏ هي نسوية ومناهضة للعنصرية، باحثة علميّة أولى في مراكز ويليسلي للنساء، ولدت في 7 نوفمبر 1934 في بروكلين في الولايات المتحدة. وهي مؤسسة مشروع سييد الوطني للمناهج اللامستثنية (الساعية لعدالة تعليمية وللتنوع). أدارت مع إميلي ستايل مشروع سييد في سنواته الخمس والعشرين الأولى، فكتبت عن مراجعة المناهج، الشعور بالخداع، التراتبيات في التعليم والمجتمعات، والتطوير الإحترافي للمدرسين.
نشرت بيغي في عام 1988 مقالا بعنوان "White Privilege and Male Privilege: A Personal Account of Coming to See Correspondences Through Work in Women’s Studies" أي «امتياز البيض وامتياز الذكور: شهادة شخصية على إدراك التطابقات عبر العمل في دراسات المرأة». هذا التحليل، والنسخة الأقصر منه عام 1989 المعنونة "White Privilege: Unpacking the Invisible Knapsack" أي «امتياز البيض: تفريغ حقيبة الظهر الخفية»، كانا عملا طلائعيا بوضع مكينتوش لبُعد الامتياز ضمن بقية الأبعاد في النقاشات المتعلقة بالسلطة، النوع، العرق، الطبقة والجنسانية في الولايات الأمريكية المتحدة. كلا المنشورين اعتمدا على أمثلة شخصية من الأفضليات\امتيازات الغير مستحقة التي تقول مكينتوش أنها اختبرتها في حياتها، خاصة من 1970 حتى 1988. مكينتوش تشجع الافراد على التفكر والاعتراف بالامتيازات الغير مستحقة التي تعطيهم أفضلية أو توقع عليهم ضرر كجزء من نظام سلطة هائل ومتراكب.

## وصلات خارجية
- بيغي مكينتوش على موقع IMDb (الإنجليزية)